# جان مایکل رایت

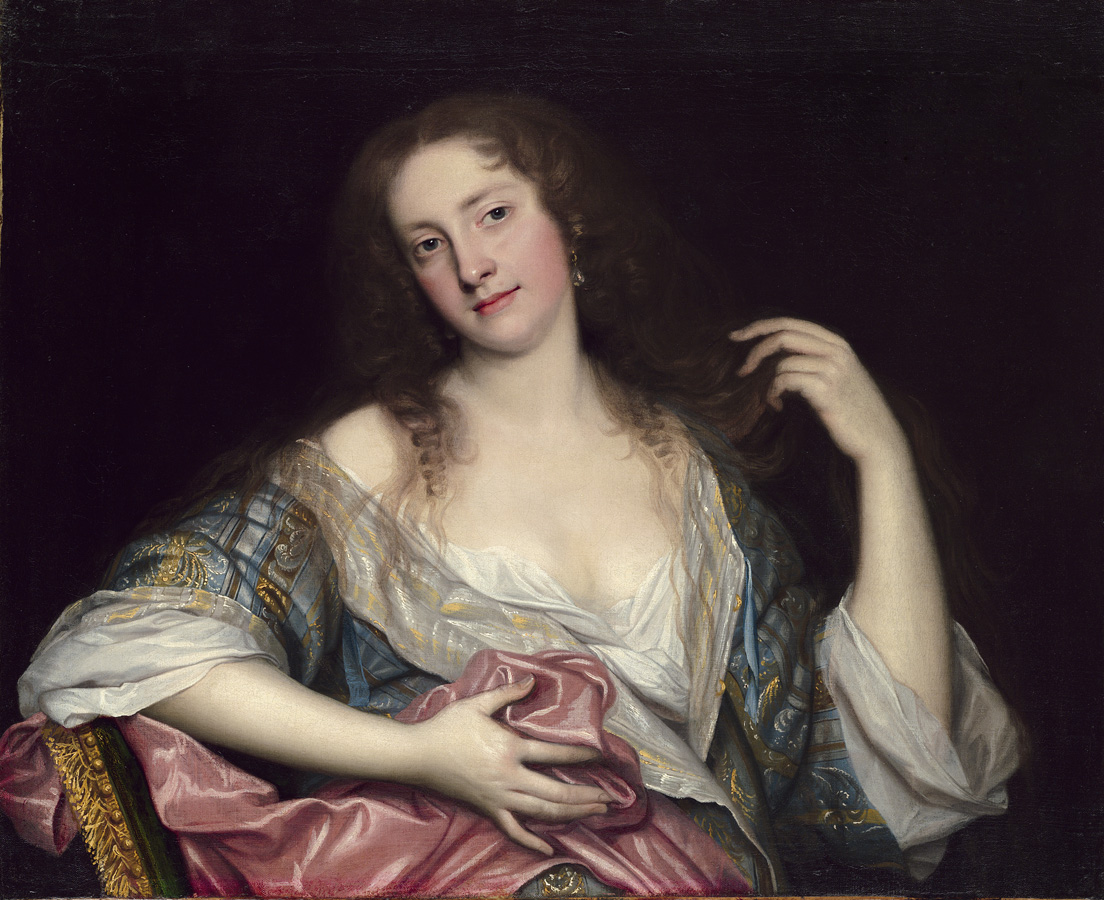
پرترهٔ یک بانو (احتمالاً آن دیویس) اثر جان مایکل رایت

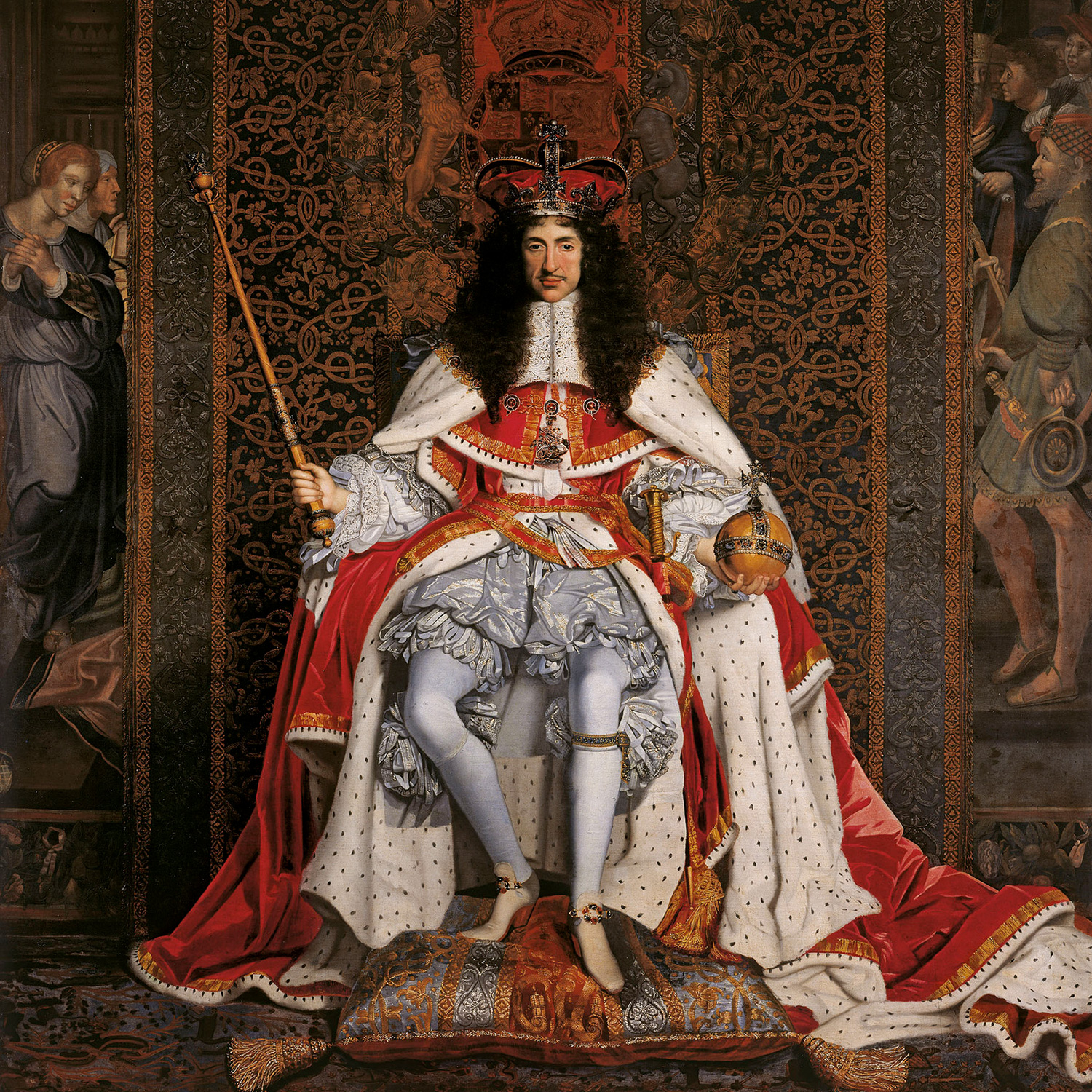
تاج‌گذاری چارلز دوم، اثر جان مایکل رایت.

جان مایکل رایت (به انگلیسی: John Michael Wright) (زادهٔ مه ۱۶۱۷ – درگذشتهٔ ژوئیه ۱۶۹۴) نقاش پرترهٔ انگلیسی به سبک باروک بود.

## زندگی هنری
جان مایکل رایت در ادینبرو و زیر نظر نقاش اسکاتلندی جرج جیمسون آموزش دید و در دوران اقامت نسبتاً طولانیش در رم از شهرت خوبی در زمینهٔ نقاشی و مجسمه‌سازی برخوردار گردید. او در آنجا در آکادمی سن لوچا پذیرفته شد و با برخی از هنرمندان پیشروی نسل خود همکار گردید.
رایت در ۱۶۵۴ به بروکسل رفت و مهارت‌هایش مورد توجه آرکدوک لئوپولد ویلهلم اتریش، فرماندار هلند اسپانیا قرار گرفت. او رایت را به عنوان مشاور خود در امور عتیقه‌جات به خدمت گرفت. آرکدوک که مجموعهٔ بزرگی از تابلوهای نقاشی داشت و با استفاده از روابط حسنهٔ ایجاد شده بین او و اولیور کرامول، به خرید تابلوهای مجموعهٔ سلطنتی انگلستان پس از اعدام چارلز اول پرداخته بود، جان مایکل رایت را برای یافتن و خرید تابلوهای بیشتری از این قسم در ۱۶۵۵ به انگلستان فرستاد. رایت از ۱۶۵۶ مقیم انگلستان شد و با پایان یافتن جمهوری، به‌عنوان نقاش سلطنتی به استخدام دربار درآمد. او کاتولیک بود و همین امر سبب محبوبیت او در نظر چارلز دوم و جیمز دوم شد. رایت درعین حال شاهد بسیاری از وقایع سیاسی آن دوره بود. او در آخرین سال‌های پادشاهی استوارت‌ها همراه با هیئت سفرایی که برای دیدار با پاپ اینوسنت یازدهم فرستاده شده بودند بار دیگر به رم بازگشت.
به‌دنبال انقلاب باشکوه و برکناری جیمز دوم از پادشاهی انگلستان در ۱۶۸۸ و بر سر کار آمدن ویلیام اورنج پروتستان، جان مایکل رایت کاتولیک نیز از کارش بیکار شد. او که به‌نظر می‌آمد سرنوشت خود را پذیرفته‌است زندگی نسبتاً فقیرانه‌ای تا هنگام مرگش داشت. جان مایکل رایت در ۱۶۹۴ درگذشت و در سنت مارتین این د فیلذز به خاک سپرده شد.